# Pelita Sagup Jaya
Pelita Sagup Jaya is een bestuurslaag in het regentschap Aceh Timur van de provincie Atjeh, Indonesië. Pelita Sagup Jaya telt 1395 inwoners (volkstelling 2010).